# Majdany (Kutno)
Pour les articles homonymes, voir Majdany.
Majdany (prononciation [mai̯ˈdanɨ]) est une localité de la gmina de Dąbrowice, du powiat de Kutno, dans la voïvodie de Łódź, située dans le centre de la Pologne.
Elle se situe à environ 2 kilomètres au nord-est de Dąbrowice (siège de la gmina), 22 kilomètres au nord-ouest de Kutno (siège du powiat) et 66 kilomètres au nord-ouest de Łódź (capitale de la voïvodie).

## Administration
De 1975 à 1998, la localité était attachée administrativement à l'ancienne voïvodie de Płock.

Depuis 1999, elle fait partie de la nouvelle voïvodie de Łódź.